# Henryk Julian Levittoux
Henryk Julian Levittoux (ur. 31 marca 1899 w Rokitnej, zm. wiosną 1940 w Charkowie) – major lekarz Wojska Polskiego, doktor wszech nauk lekarskich, pionier traumatologii sportowej, ofiara zbrodni katyńskiej.

## Życiorys
Urodził się w ówczenej guberni kurskiej, w rodzinie Jana (1865–1927), dyrektora cukrowni, i Marii Kazimiery z Krzyszkowskich (zm. 1936). Był bratem Jerzego (1897–1944), pułkownika dyplomowanego broni pancernych Wojska Polskiego i Juliusza (1900–1969), majora saperów Wojska Polskiego. Rozpoczął studia na uniwersytecie Kijowskim, a ukończył na Uniwersytecie Warszawskim z tytułem doktora medycyny. Od 1918 służył w Wojsku Polskim, w 8 pułku artylerii polowej. Brał udział w wojnie polsko-bolszewickiej w szeregach 21 pułku piechoty i 205 pułku piechoty. Otrzymał Krzyż Walecznych.
3 maja 1922 został zweryfikowany w stopniu podporucznika ze starszeństwem od 1 czerwca 1919 i 110. lokatą w korpusie oficerów sanitarnych, grupie medyków. W 1924 pełnił służbę w 4 pułku lotniczym w Toruniu na stanowisku naczelnego lekarza i jednocześnie pozostawał oficerem nadetatowym 8 batalionu sanitarnego. Następnie wykonywał praktykę lekarską w 1 Szpitalu Okręgowym w Warszawie pod kierownictwem doc. Adolfa Wojciechowskiego. 19 marca 1928 prezydent RP nadał mu stopień kapitana z dniem 1 stycznia 1928 i 24. lokatą w korpusie oficerów sanitarnych, grupa lekarzy. W kwietniu 1933 awansował ze stanowiska ordynatora na stanowisko starszego ordynatora. 16 marca 1934 został mianowany majorem ze starszeństwem z 1 stycznia 1934 i 18. lokatą w korpusie oficerów sanitarnych.
Pod jego opieką był m.in. utytułowany lekkoatleta Janusz Kusociński, któremu w 1936 Levittoux usunął zwyrodniałą łąkotkę. W latach 1936–1939 był adiunktem w II Klinice Chirurgicznej Wydziału Lekarskiego Uniwersytetu Warszawskiego. Prowadził wykłady z ortopedii dla studentów V roku medycyny. Równocześnie pracował w Instytucie Radowym, a także przyjmował pacjentów w prywatnym gabinecie w swoim mieszkaniu przy ulicy Polnej 78. W marcu 1939 jako oficer służby stałej pozostawał w stanie nieczynnym.
Po wybuchu II wojny światowej, w czasie kampanii wrześniowej był w szpitalu w Brześciu. Po agresji ZSRR na Polskę został aresztowany przez sowietów i przetrzymywany początkowo w Brześciu, a potem w obozie w Starobielsku. Wiosną 1940 został zamordowany przez funkcjonariuszy NKWD w Charkowie i pogrzebany potajemnie w bezimiennej mogile zbiorowej w Piatichatkach, gdzie od 17 czerwca 2000 mieści się oficjalnie Cmentarz Ofiar Totalitaryzmu w Charkowie. Figuruje na Liście Starobielskiej NKWD, pod poz. 2023.
3 października 1923 w Warszawie ożenił się z Janiną Wandą z Rybczyńskich. Świadkami na ślubie byli: Czesław Bogusławski (1898–1944), wówczas porucznik podlekarz odkomenderowany na Uniwersytet Warszawski celem ukończenia studiów, a później kapitan lekarz stanu spoczynku, praktykujący w Warszawie przy ul. Hożej 64 oraz Bolesław Bronikowski, student.

## Upamiętnienie
5 października 2007 minister obrony narodowej Aleksander Szczygło mianował go pośmiertnie na stopień podpułkownika. Awans został ogłoszony 9 listopada 2007 w Warszawie, w trakcie uroczystości „Katyń Pamiętamy – Uczcijmy Pamięć Bohaterów”.
14 października 2009 przy Zespole Szkół Sportowych nr 50 (obecnie LIX Liceum Ogólnokształcące Mistrzostwa Sportowego im. Janusza Kusocińskiego) w Warszawie na Bielanach zasadzono Dąb Pamięci ppłk. Henryka Levittoux.

## Ordery i odznaczenia
- Krzyż Walecznych[9]